# Kremlin van Novgorod

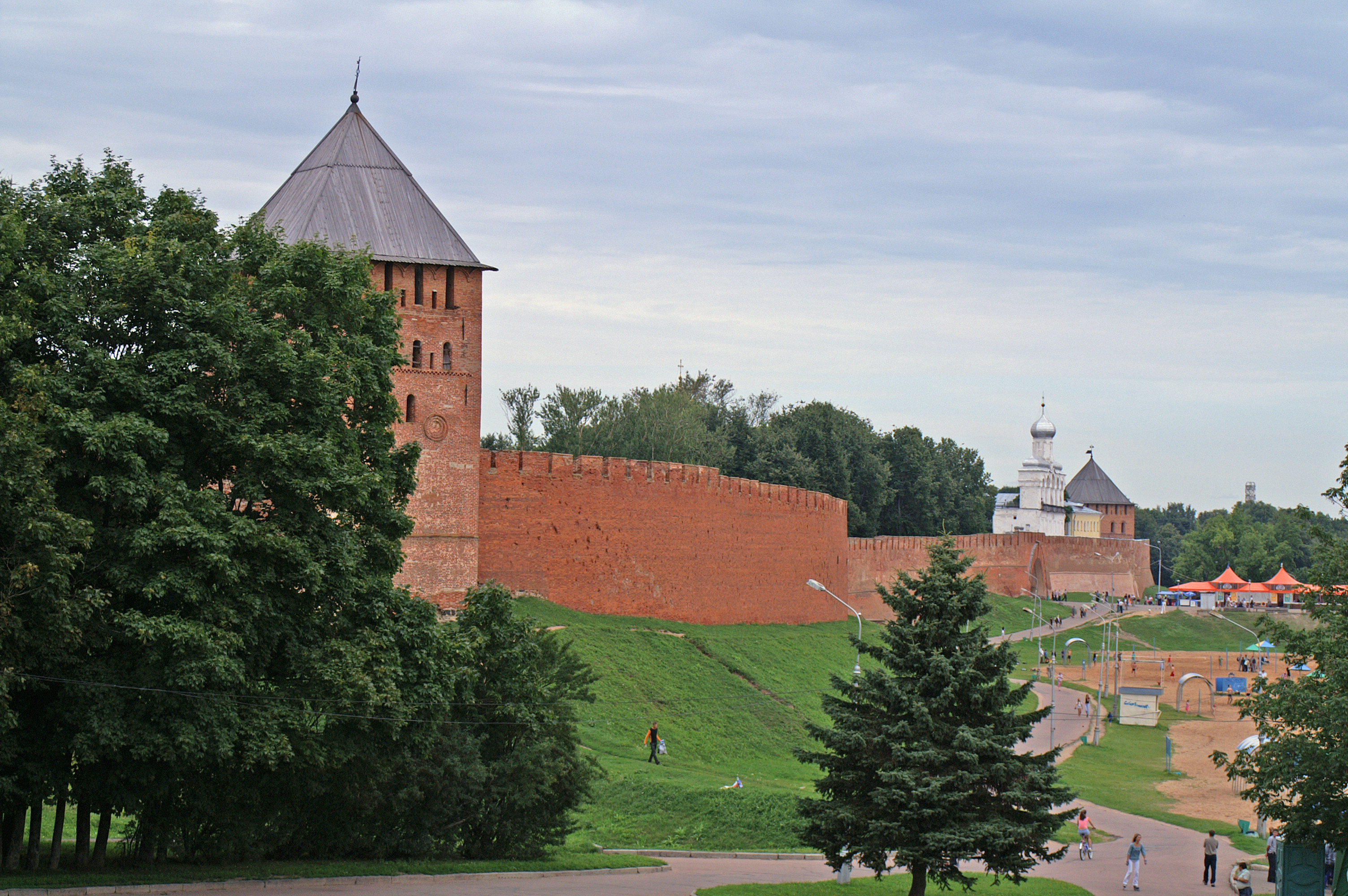
Gedeelte van de muur

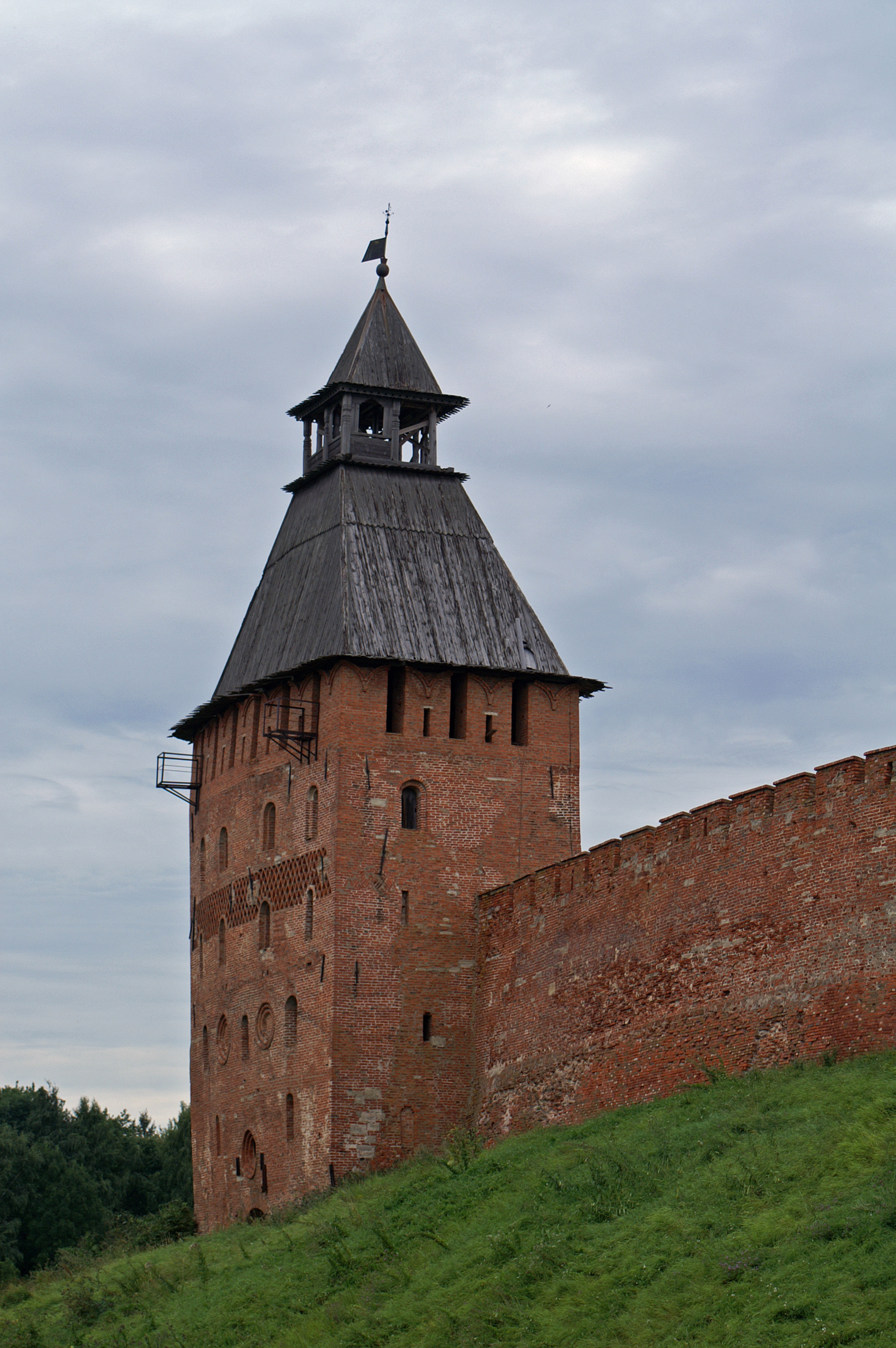
Reddertoren

Het Kremlin van Novgorod (Russisch: Новгородский Кремль), ook bekend onder de naam Detinets (Russisch: Детинец); de oude naam voor kremlin, is het historisch centrum van de Russische stad Veliki Novgorod en het oudste kremlin van Rusland. Het kremlin omslaat een gebied ter grootte van 12,1 hectare. De muur van het kremlin is 1385 meter lang, 3,3 meter dik en 10,9 meter hoog. Binnen het kremlin bevinden zich onder andere de Sint-Sofiakathedraal uit 1050 en het monument Millennium van Rusland uit 1862 (in 862 kwam Rurik naar Rusland).

## Geschiedenis
Het kremlin werd voor het eerst genoemd in oude kronieken onder het jaartal 1044. In dat jaar werden de borstwering met traditionele houten raamwerkconstructies geplaatst, waarschijnlijk in verband met de start van de bouw van de enorme Sint-Sofiakathedraal een jaar later. Aangenomen wordt door veel historici dat er daarvoor ook al verdedigingswerken bestonden, aangezien wordt aangenomen dat de stad al eind 9e eeuw werd geformeerd uit een oudere stad, de Rjoerikovo gorodisjtsje, die voor het eerst wordt genoemd in Varjaagse kronieken in 859 als Holmgard. In 1302 werden de eerste stenen bouwwerken geplaatst. Volgens Novorodse kronieken werden de torens en muren van de citadel regelmatig hersteld na branden en werden ze tijdens de grote renovatie van 1484 tot 1490, na de val van de Republiek Novgorod en de inlijving in Moskovië, vervangen door torens van steen om zo binnen de tradities van de Moskouse architectuur te blijven. Het huidige kremlin stamt nog steeds uit deze tijd, al werden er in de 16e en 17e eeuw wel een paar kleine aanpassingen gedaan, die het aanzicht echter niet hebben veranderd.